# Festival de la Cançó d'Eurovisió 1960
El Festival de la Cançó d'Eurovisió 1960 fou la cinquena edició d'aquest esdeveniment musical. Tingué lloc el dimarts 29 de març de 1960 a Londres (Regne Unit). Tot i que va ser Països Baixos qui s'imposà en l'edició de 1959, la Fundació de Radiodifusió Neerlandesa (NOS) va declinar repetir tan aviat l'organització del festival, després d'haver-lo ja organitzat el 1958. Així, el país designat fou Regne Unit, després de la seva segona posició l'any 1959. La BBC va escollir Catherine Boyle com a mestressa de cerimònies. França va imposar-se en aquesta edició, cosa que suposà la seva segona victòria en la història del festival. La cançó guanyadora va ser "Tom Pillibi", interpretada per Jacqueline Boyer.

## Seu

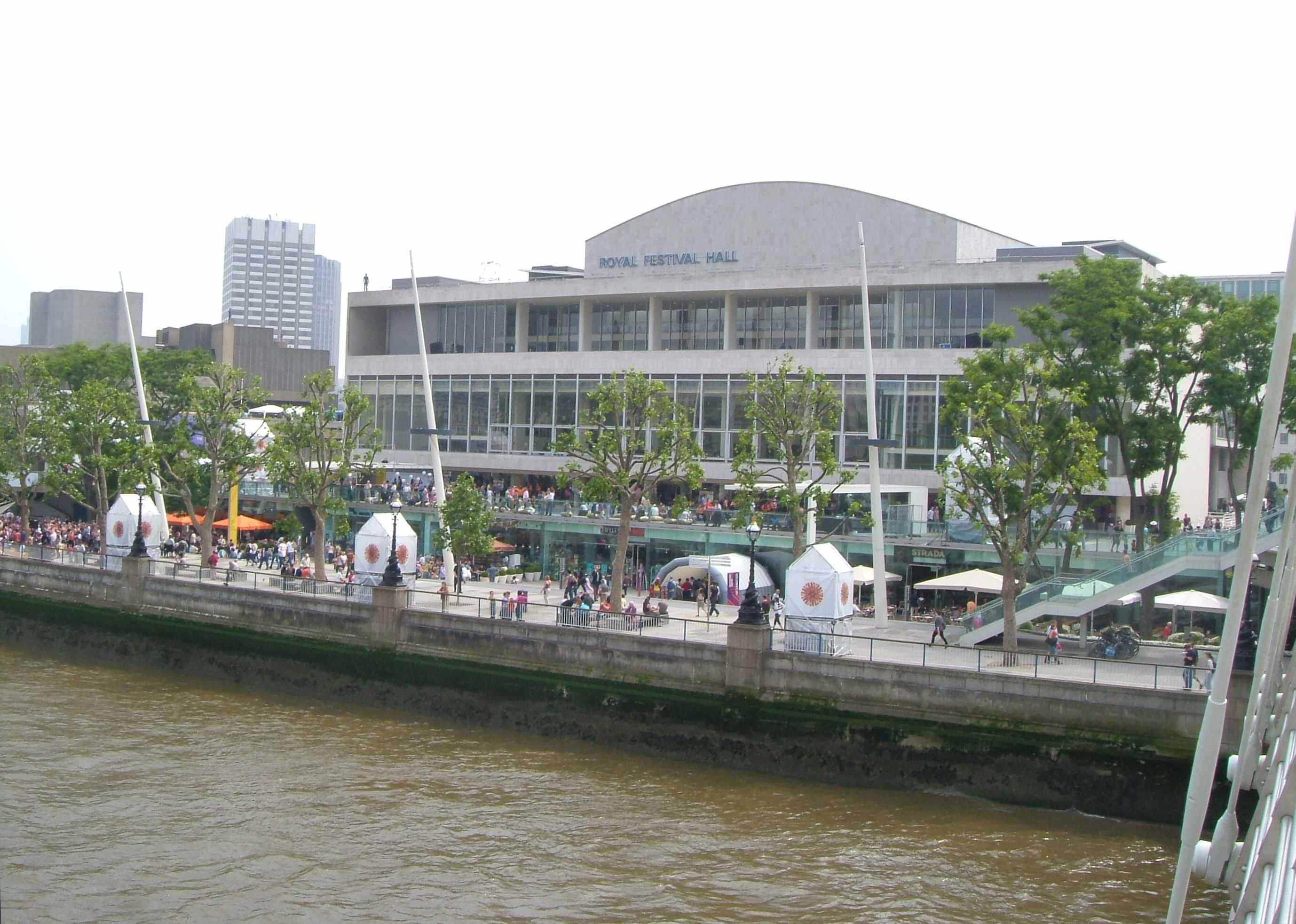
Royal Festival Hall, Londres. Seu on se celebrà el Festival de la Cançó d'Eurovisió 1960

L'esdeveniment va tenir lloc a Londres. La seu va ser el Royal Festival Hall, una sala de concerts, dansa i conferències amb una capacitat de 2.900 localitats, situada al districte de Southbank Centre. Està situada al sud del riu Tàmesi, no gaire lluny del pont de Hungerford.
El resultat del concurs fou una victòria per a França, tot i que Alemanya Occidental, Mònaco i el Regne Unit lideraven la classificació en les primeres fases de la votació. Regne Unit va finalitzar segon amb 25 punts, 4 més que la cançó guanyadora de 1959, i Mònaco acabà en tercera posició amb 15 punts, refent-se així del seu debut decebedor l'any anterior.

## Països participants
A poc a poc s'anava incrementant l'interès pel concurs arreu d'Europa; un símptoma d'això fou que el nombre de països participants en aquesta edició augmentà fins a 13. Noruega hi va fer el seu debut amb una de les seves cantants de jazz més conegudes. Luxemburg va tornar al concurs després d'una pausa d'un any, amb una cançó en idioma luxemburguès.

### Directors
Cada actuació tingué un director d'orquestra.
- Regne Unit - Eric Robinson
- Suècia - Thore Ehrling
- Luxemburg - Eric Robinson
- Dinamarca - Kai Mortensen
- Bèlgica - Henri Segers
- Noruega - Øivind Bergh
- Àustria - Robert Stolz
- Mònaco - Raymond Lefèvre
- Suïssa - Cédric Dumont
- Països Baixos - Dolf van der Linden
- Alemanya Occidental - Franz Josef Breuer
- Itàlia - Cinico Angelini
- França - Franck Pourcel

### Artistes reincoporats
Un artista participant en anteriors edicions del festival va tornar el 1960: Fud Leclerc, que també va representar Bèlgica en les edicions de 1956 i 1958.

## Resultats
| Ordre | País                | Idioma       | Artista          | Cançó                        | Traducció al català                          | Posició | Punts |
| ----- | ------------------- | ------------ | ---------------- | ---------------------------- | -------------------------------------------- | ------- | ----- |
| 01    | Regne Unit          | Anglès       | Bryan Johnson    | "Looking High, High, High"   | Mirant amunt, amunt, amunt                   | 2       | 25    |
| 02    | Suècia              | Suec         | Siw Malmkvist    | "Alla andra får varann"      | Tots els altres es troben els uns als altres | 10      | 4     |
| 03    | Luxemburg           | Luxemburguès | Camillo Felgen   | "So laang we's du do bast"   | Mentre tu hi siguis                          | 13      | 1     |
| 04    | Dinamarca           | Danès        | Katy Bødtger     | "Det var en yndig tid"       | Fou un temps meravellós                      | 10      | 4     |
| 05    | Bèlgica             | Francès      | Fud Leclerc      | "Mon amour pour toi"         | El meu amor per tu                           | 6       | 9     |
| 06    | Noruega             | Noruec       | Nora Brockstedt  | "Voi Voi"                    | Ei, ei                                       | 4       | 11    |
| 07    | Àustria             | Alemany      | Harry Winter     | "Du hast mich so fasziniert" | M'has fascinat tant                          | 7       | 6     |
| 08    | Mònaco              | Francès      | François Deguelt | "Ce soir-là"                 | Aquella nit                                  | 3       | 15    |
| 09    | Suïssa              | Italià       | Anita Traversi   | "Cielo e terra"              | Cel i terra                                  | 8       | 5     |
| 10    | Països Baixos       | Neerlandès   | Rudi Carrell     | "Wat een geluk"              | Quina sort                                   | 12      | 2     |
| 11    | Alemanya Occidental | Alemany      | Wyn Hoop         | "Bonne nuit ma chérie"       | Bona nit, amor meu                           | 4       | 11    |
| 12    | Itàlia              | Italià       | Renato Rascel    | "Romantica"                  | Romàntica                                    | 8       | 5     |
| 13    | França              | Francès      | Jacqueline Boyer | "Tom Pillibi"                | -                                            | 1       | 32    |

## Puntuacions
Cada país tenia 10 membres del jurat, que van atorgar cadascun 1 punt a la seva cançó favorita.
|                                                  |               | Votacions | Votacions | Votacions | Votacions | Votacions | Votacions | Votacions | Votacions | Votacions | Votacions | Votacions | Votacions | Votacions | Votacions |
| Total                                            | GBR           | SWE       | LUX       | DEN       | BEL       | NOR       | AUT       | Mònaco    | SUI       | NED       | GER       | ITA       | FRA       |           |           |
| ------------------------------------------------ | ------------- | --------- | --------- | --------- | --------- | --------- | --------- | --------- | --------- | --------- | --------- | --------- | --------- | --------- | --------- |
| Participants                                     | Regne Unit    | 25        |           | 1         | 5         |           | 1         | 2         | 3         | 1         | 4         | 5         | 1         | 2         |           |
| Participants                                     | Suècia        | 4         |           |           |           |           |           |           |           |           |           | 1         |           | 1         | 2         |
| Participants                                     | Luxemburg     | 1         |           |           |           |           |           |           |           |           |           |           |           | 1         |           |
| Participants                                     | Dinamarca     | 4         | 1         |           | 1         |           |           | 2         |           |           |           |           |           |           |           |
| Participants                                     | Bèlgica       | 9         |           | 4         |           |           |           |           | 1         |           |           |           | 1         | 3         |           |
| Participants                                     | Noruega       | 11        | 1         |           |           | 2         | 1         |           | 1         |           | 4         | 1         |           |           | 1         |
| Participants                                     | Àustria       | 6         | 2         |           |           | 2         | 1         |           |           |           |           |           |           | 1         |           |
| Participants                                     | Mònaco        | 15        | 1         |           | 1         | 2         |           |           |           |           | 1         |           | 7         |           | 3         |
| Participants                                     | Suïssa        | 5         |           |           | 1         |           |           | 1         | 2         |           |           |           |           | 1         |           |
| Participants                                     | Països Baixos | 2         |           |           |           |           | 1         |           |           |           |           |           |           | 1         |           |
| Participants                                     | Alemanya      | 11        |           | 1         |           |           | 2         |           | 2         | 2         |           |           |           |           | 4         |
| Participants                                     | Itàlia        | 5         |           |           | 1         |           | 1         |           |           | 2         |           | 1         |           |           |           |
| Participants                                     | França        | 32        | 5         | 4         | 1         | 4         | 3         | 5         | 1         | 5         | 1         | 2         | 1         |           |           |
| La taula està ordenada per ordre de participació |               |           |           |           |           |           |           |           |           |           |           |           |           |           |           |

## Cobertura internacional i votacions
La següent taula mostra l'ordre en què es van atribuir els vots durant el concurs de 1960, juntament amb el portaveu responsable d'anunciar els vots pel seu país respectiu. Cada emissora nacional va enviar també un comentarista al concurs, per tal de donar cobertura al desenvolupament del concurs en el seu propi idioma. A continuació es detallen els comentaristes i l'emissora que representaven.

### Votacions i portaveus
1. France -
2. Italy - Enzo Tortora
3. Germany -
4. Netherlands - Siebe van der Zee[6]
5. Switzerland - Boris Acquadro
6. Monaco -
7. Austria -
8. Norway - Kari Borg Mannsåker
9. Belgium - Arlette Vincent
10. Denmark - Bent Henius
11. Luxembourg -
12. Sweden - Tage Danielsson
13. United Kingdom - Nick Burrell-Davis[7]

### Comentaristes
- Austria - Wolf Mittler (ORF)[8]
- Belgium - Georges Désir (INR), Nic Bal (NIR)[7]
- Denmark - Sejr Volmer-Sørensen (DR TV)
- Finland - Aarno Walli (Suomen Televisio)
- France - Pierre Tchernia (RTF)
- Germany - Wolf Mittler (Deutsches Fernsehen)[8]
- Italy - Giorgio Porro (Programma Nazionale)
- Luxembourg - Pierre Tchernia (Télé-Luxembourg)
- Monaco - Pierre Tchernia (Télé Monte Carlo)
- Netherlands - Piet te Nuyl[9] (NTS)
- Norway - Erik Diesen (NRK i NRK P1)
- Sweden - Jan Gabrielsson[10] (Sveriges Radio-TV i SR P2)
- Switzerland - Theodor Haller (TV DRS),[8] Georges Hardy (TSR)
- United Kingdom - David Jacobs (BBC Television Service), Pete Murray (BBC Light Programme)